# Unise Hurtado
Unise Hurtado (ur. 6 czerwca 1979) – wenezuelska zapaśniczka. Siódma na mistrzostwach świata w 1999. Trzy medale na mistrzostwach panamerykańskich, złoto w 2000 i 2002. Mistrzyni igrzysk Ameryki Środkowej i Karaibów w 1998